# جرذ كنغري جزيري
جرذ كنغري جزيري (الاسم العلمي: Dipodomys insularis) (بالإنجليزية: San Jose kangaroo-rat)‏ هو نوع من الحيوانات يتبع جنس الجرذ الكنغري من فصيلة الفئران المتغايرة.